# مرقة السمك
مرقة السمك يعتبر أساس الكثير من الأطباق مثل شوربات السمك والصلصات. في الغرب، يتم عمله من عظام الأسماك ورؤوسها ما يتم إضافة بعض الخضراوات تعرف بالماريبواه. يتم طهو مرقة السمك لمدة من 20 إلى 25 دقيقة وان تم طهيها أكبر فان الطعم سوف يذبل ويتغير للأسوء. مرقة السمك المركزة تدعي «فش فوميه». في اليابان يدعي السمك واللاميناريات بـ داشي حيث يتم طهي التونة الوثابة بشكل سريع لمدة تراوح بين 3 إلى 5 دقائق.